# Thesium jeaniae
Thesium jeaniae är en sandelträdsväxtart som beskrevs av J.P.M. Brenan. Thesium jeaniae ingår i släktet spindelörter, och familjen sandelträdsväxter. Inga underarter finns listade i Catalogue of Life.